# 상향처리
상향처리는 대상에 대한 정보가 전혀 없는 상태에서 대상을 처리할 때 사용되는 과정을 말한다. 이 과정은 특정 예나 사례로부터 일반적 법칙을 도출해 낼 때 사용된다.

## 같이 보기
- 하향처리